# 江东大桥 (韩国)
江東大橋（韩语：／ Gangdong Daegyo）是一条横跨汉江的桥梁，位于韩国首都圈。桥梁两端连接首爾特別市江東區和京畿道九里市，于1988年2月开始建造，1991年12月通车。大桥全长1,126米，宽度为26.72米。该大桥属于首爾外環高速公路。